# Dicionário Acadêmico do Lituano

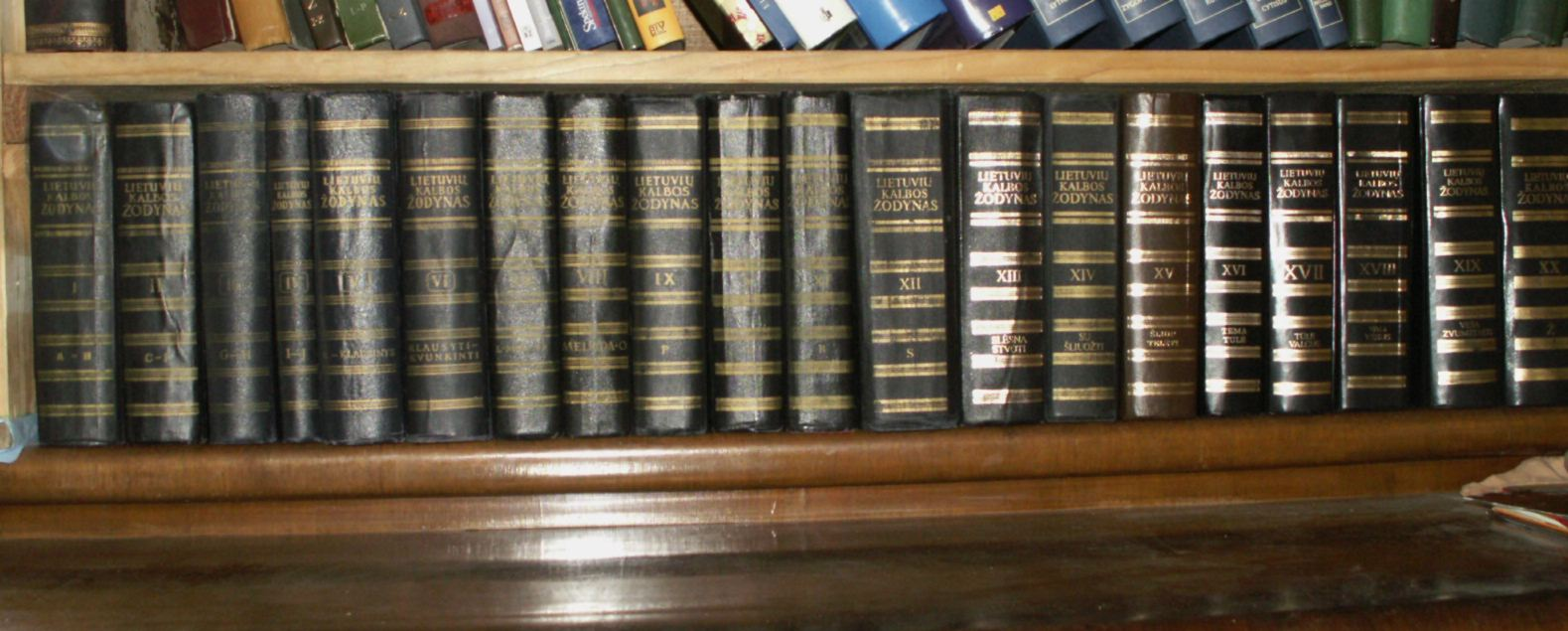
Dicionário Acadêmico de Lituano, composto por 20 volumes

Dicionário Acadêmico do Lituano (Lituano: Didysis lietuvių kalbos žodynas ou Akademinis lietuvių kalbos žodynas) é o tesauro completo da Língua lituana e é uma das peças lexicográficas mais extensas do mundo.
Ele contém mais de meio milhão de verbetes em lituano, possuindo 20 volumes (22 mil páginas) de extensão. A maioria das palavras possuem uma explicação de seu uso, origens e área de uso com exemplos. O Dicionário contém palavras coletadas de todas as formas escritas, desde o primeiro livro lituano publicado em 1547 até 2001.

## História
A ideia do Dicionário pertence ao filólogo lituano Kazimieras Būga. Ele começou a coletar material para o dicionário em 1902 e tinha mais de 617.000 cartões com palavras, parte deles do dicionário Antanas Juška. A primeira parte do dicionário foi impressa em 1924, o primeiro volume completo em 1941 (letras A-B) sob a supervisão de Juozas Balčikonis. O segundo volume apareceu em 1947, e junto com o primeiro, foi banido e escondido por autoridades soviéticas por razões ideológicas. Esses volumes, atualmente, são raridades bibliográficas. O primeiro e segundo volumes tiveram de ser republicados depois. O trabalho continuou enquanto o terceiro volume era publicado em 1956, apesar da dificuldade sob o regime soviético; algumas palavras (especialmente religiosas) foram forçadas a serem omitidas. A perda foi restaurada depois que a Lituânia recuperou sua independência e barreiras ideológicas foram cortadas.
O trabalho no dicionário levou mais de seis décadas por muitas gerações de linguistas. Foi finalizado em 2005, e uma versão online apareceu. O dicionário está disponível impresso, em CD-ROM e online.